# Costa Rica i olympiska sommarspelen 1992
Costa Rica deltog i de olympiska sommarspelen 1992 med en trupp bestående av 16 deltagare, men ingen av landets deltagare erövrade någon medalj.

## Bågskytte
Damernas individuella
- Patricia Obregon
  - Rankningsrunda — 57:e plats (0-0)

## Friidrott
Herrarnas 100 meter
- Henry Daley Colphon
  - Heat — 11,11 (→ gick inte vidare)

Herrarnas 5 000 meter
- José Luis Molina
  - Heat — 14:09,22 (→ gick inte vidare)

Herrarnas 10 000 meter
- Miguel Angel Vargas
  - Heat — 30:13,06 (→ gick inte vidare)

Herrarnas maraton
- Luis Lopez — 2:30.26 (→ 65:e plats)

Herrarnas 400 meter häck
- Alex Foster
  - Heat — 52,93 (→ gick inte vidare, ingen placering)

Damernas maraton
- Vilma Peña — 3:03,34 (→ 33:e plats)

## Fäktning
Herrarnas sabel
- Esteban Mullins

## Kanotsport
Herrarnas K-1 slalom
- Joaquin García
- Ferdinand Steinvorth
- Gabriel Álvarez

Damernas K-1 slalom
- Gilda Montenegro